# 先波苏埃洛斯
先波苏埃洛斯，是西班牙马德里自治区的一个市镇。总面积49.64平方公里，总人口23950人（2013年），人口密度482人/平方公里。